# Nāḩiyat Markaz Tall Abyaḑ
Nāḩiyat Markaz Tall Abyaḑ (arabiska: ناحية مركز تل ابيض) är ett subdistrikt i Syrien.   Det ligger i provinsen ar-Raqqah, i den norra delen av landet, 400 km nordost om huvudstaden Damaskus.
Trakten runt Nāḩiyat Markaz Tall Abyaḑ består till största delen av jordbruksmark. Runt Nāḩiyat Markaz Tall Abyaḑ är det ganska tätbefolkat, med 83 invånare per kvadratkilometer.